# Leucauge cabindae
Leucauge cabindae är en spindelart som först beskrevs av Brito Capello 1866.  Leucauge cabindae ingår i släktet Leucauge och familjen käkspindlar. Inga underarter finns listade i Catalogue of Life.